# Stratosfear (singolo)
Stratosfear è un singolo pubblicato nel 1976 dalla band tedesca di musica elettronica, i Tangerine Dream. Nel Regno Unito questo brano è stato pubblicato in una versione differente rispetto all'originale pubblicazione, con una lunghezza di quasi otto minuti.

## Tracce
1. Stratosfear (estratto) - 4:14
2. The Big Sleep in Search of Hades (estratto) - 3:50

## Formazione
- Edgar Froese: chitarra a 12 corde, sintetizzatori, mellotron, organo elettrico, basso elettrico.
- Christopher Franke: sintetizzatore moog, organo elettrico, percussioni, nastri in loop per mellotron, harspichord.
- Peter Baumann: sintetizzatore moog, computer ritmico della Project Electronic, piano elettrico Fender, mellotron.